# Yasunari Hiraoka
Yasunari Hiraoka (Tochigi, 13 maart 1972) is een voormalig Japans voetballer.

## Clubcarrière
Hiraoka speelde tussen 1994 en 2007 voor Otsuka Pharmaceutical, Kyoto Purple Sanga, Oita Trinita, Nagoya Grampus Eight en Omiya Ardija.